# ヘラクレイオス
ヘラクレイオスまたはヘラクレイオス1世（ギリシア語: Ἡράκλειος, Hērakleios, ラテン語: Heraclius, 575年頃 - 641年2月11日）は、東ローマ帝国中期の皇帝（在位：610年 - 641年）。ヘラクレイオス朝の開祖。「ヘラクレイオス」はギリシア神話の英雄ヘラクレスにちなんだ名で、中世ギリシア語読みでは「イラクリオス」。ラテン語では「ヘラクリウス」となる。また、称号として「バシレウス」を名乗った。
サーサーン朝ペルシア帝国との26年にわたる戦いに勝利し、奪われた領土を回復したものの、当時勃興してきたイスラム帝国に敗れ、サーサーン朝から奪い返した領土は再び失われた。
また彼の治世は、東ローマ帝国の公用語がラテン語からギリシア語へ変わり、軍事権と行政権が一体化したテマ（軍管区）制が始まるなど（テマ制の起源に付いては諸説あり）、古代のローマ帝国から「キリスト教化されたギリシア人のローマ帝国」と呼ばれるような、ギリシア的要素の強い「中世ローマ帝国」の幕開けとなった。

## 生涯

### 出自・即位まで
アルメニア人貴族大ヘラクレイオス（親子同名）の息子として生れた。父方はカッパドキア貴族の出身でアルメニアの名族アルサキド家の血筋で、母はエピファニアといい、ユスティニアヌス1世の妹ウィギランティアの曾孫である。故にヘラクレイオスはウィギランティアの玄孫（孫の孫）で、ユスティニアヌス1世から見れば玄姪孫、ユスティニアヌス1世の後継者でウィギランティアの息子ユスティヌス2世の曾姪孫にあたる。女系ながらユスティニアヌス王朝の5人の皇帝達とは血縁・縁戚関係にあった。
608年、マウリキウス（在位：582年 - 602年）から帝位を簒奪し、暴政を行ったといわれるフォカス（在位：602年 - 610年）に対し、カルタゴ総督であった父が反乱を起こした。610年10月、ヘラクレイオス（息子）が首都コンスタンティノポリスへ艦隊を率いて攻め寄せると、首都はわずか2日で開城し、皇帝フォカスは処刑された。コンスタンティノープルに入城したヘラクレイオスは10月5日、コンスタンティノープル総主教セルギウス1世によって皇帝として任命された。

### 危機と栄光：東ローマ・サーサーン戦争
ヘラクレイオスが即位した当時、東ローマ帝国は滅亡の危機に瀕していた。アンティオキア大地震や、ペストの大流行による人口減少、ユスティニアヌス1世の相次ぐ遠征や建築事業などによって国力が疲弊したためである。財政破綻や軍事力の低下など、ユスティニアヌス没後の帝国は深刻な状態に陥り、急速にその勢力を減退させていた。
これに付け込んでサーサーン朝ペルシアが侵入、サーサーン朝のシャー・ホスロー2世はマウリキウスの婿であったことから打倒フォカスを口実に602年から東ローマ帝国を攻撃し、東ローマ・サーサーン戦争(ビザンチン・サーサーン戦争)が開始した。即位後間もない613年には、シリア・パレスティナを、次いでエジプト・アナトリアを占領され、首都コンスタンティノポリスの間近にサーサーン朝軍が迫るまでに至った。またエルサレムに存在した、キリスト教徒にとって最も重要な聖遺物「聖なる十字架（イエス・キリストの磔刑に使用されたとする十字架）」をサーサーン朝に奪われ、帝国の権威は地に落ちていった。ヘラクレイオスは一度は絶望しカルタゴへの逃亡を図ったが、思い直して自ら軍を再建し、622年から628年に渡りほとんど首都を離れて親征を行った。627年にニネヴェの戦いでサーサーン朝に勝利、翌628年に自らサーサーン朝の首都クテシフォンへ侵攻して勝利を収め、同年のホスロー2世の暗殺でサーサーン朝に和平派が台頭、子のカワード2世と和睦し領土と聖なる十字架を奪い返すことに成功した。こうしてヘラクレイオスはサーサーン朝滅亡のきっかけをつくり、ソグディアナを支配下に収めて帝国の再建に成功したかに思われた。

### 失意と苦悩
しかし、その頃アラビア半島でイスラム教を信仰するアラブ人が勢力を拡大し、シリアへの侵攻を開始した。これに対して636年、ヘラクレイオスは自ら軍を率いてアラブ人を撃退しようとしたが、ヤルムークの戦いでアラブ軍に敗れてシリア・パレスティナを失い、敗戦の衝撃で病に倒れた。このとき
という悲痛な言葉を発したという。ただ、シリアをめぐる戦いは翌年まで行われているため、この発言は後世の創作ともいわれる。これ以降、東ローマ帝国はアラブ軍の度重なる侵攻を受け、再び危機に直面することになった。病に倒れた後は、自身の後継者問題や、単性論をめぐる宗教対立などに苦しみながらもイスラムに対する防衛線を構築するのに尽力した。これがテマ制の始まりである。
641年2月11日、失意と苦悩のうちに没した。次の皇帝は先妻エウドキアの子コンスタンティノス3世と後妻マルティナの子ヘラクロナスが共同皇帝として即位したが、同年にコンスタンティノス3世が急死、次いで反乱によりマルティナとヘラクロナスが排除された結果、孫のコンスタンス2世（コンスタンティノス3世の子）が即位した。
なお、死に関連して、生前から「死後三日間は棺に封をしない」措置を遺言していたという話が残る。これは過去の皇帝であるゼノンの死の際のよう（一説によるとゼノンは棺に納められた後に中で息を吹き返し、「許してくれ！」と三日間叫んだが、皆がゼノンを憎んでいたため無視してそのまま葬ったと言う）になることを恐れていたためと伝わる。

## 業績

### 公用語の変更
ヘラクレイオスの最も重要な遺産の一つは、620年に帝国の公用語をラテン語からギリシア語へ変えたことである。もっとも、古代ローマとの連続性を誇りに思う住民感情も根強かったらしく、10世紀の東ローマ皇帝コンスタンティノス7世は、その著書『テマの起源について』の中で、ヘラクレイオスが帝国の公用語をラテン語からギリシア語に改めたことを「父祖の言葉を棄てた」と表現している。皇帝をはじめとする東ローマ帝国の人物名について、日本人の研究者の間では、公用語がラテン語であったフォカスまでをラテン語で、ギリシア語に改めたヘラクレイオス以降はギリシア語で表記するのが一般的である。
また、629年にサーサーン朝に勝利して首都コンスタンティノポリスヘ凱旋したヘラクレイオスは、従来の皇帝の称号「インペラトル（ラテン語: Imperator）／アウトクラトール（ギリシア語: αὐτοκράτωρ/Autokrator）」ではなく、「キリスト信者のバシレウス」と名乗った。それまで「バシレウス（ギリシア語）」はサーサーン朝など周辺諸国の「王」を示す言葉であったが、以後これが東ローマ帝国における皇帝の称号として定着することになった。

## 家族
ヘラクレイオスは正式に二度結婚している。
最初は610年にRogasの娘ファビア（580年 - 612年）と結婚。同時にファビアは名をエウドキアに改名した。以下の1男1女がいる。
- エウドキア・エピファニア（611年 - ?）
- コンスタンティノス3世（612年 - 641年）

二度目は実の姪（妹マリアの娘）マルティナと結婚。少なくとも10人の子を儲けたが、2人は障害者で近親結婚と非難された。
- コンスタンティノス（コンスタンティヌスとも。615年 - 631年）- 615年にカエサルと命名。
- フラウィウス（ファビウスとも。616年 - 631年）- 首に麻痺があった（脊柱側弯症とされる）。
- テオドシウス（テオドシオスとも。622年 - 641年以降）- 聴覚障害があった。Shahrbaraz の娘ニケと結婚。
- ヘラクロナス（ヘラクレイオス2世とも。626年 - 641年以降）
- ダヴィド（後にティベリウス（ティベリオス）に改名。630年11月7日 - 641年以降）- 638年にカエサル（副帝）とされる。641年の兄ヘラクロナスと母マルティナの追放劇に巻き込まれ、ロードス島に追放された。
- マリヌス（632年 - 641年以降）- カエサル（副帝）。
- アウグスティナ（634年 - 638年）- 638年にアウグスタの称号を得る。
- マルティナ（636年 - 638年）- 638年にアウグスタの称号を得る。
- フェブロニア（生没年不詳）
- アナスタシア?（マルティナと同一人物か別人かについては不明）
- 他に618年生誕の子と620年生誕の子（2人は名前不詳で631年没）がいるといわれているが、マルティナとの子女についてはその人数と名前、生まれた順番に議論がある）。

少なくとも1人の非嫡出子がいる。生母の名は不明だが、一説に585年頃に生まれた娘（パトリキウスの称号を持っていたゲルマヌスの次女）とされる。
- ヨハンネス・アタラリック（600年/601年~610年の間 - 637年以降?/650年以降?） - 祖父とされるゲルマヌスはレオンティアという女性を妻としており、娘の1人（長女。名前不詳、583年頃生誕）はマウリキウス帝の長男テオドシウス（583年 - 602年）と結婚している。更にゲルマヌスの母は東ゴート王国を建国したテオドリックの孫娘マタスンタと一説に考えられており、これが事実なら、ヨハンネスはテオドリックの来孫で、アマラスンタの玄孫、マタスンタの曾孫、レオンティアの孫になり、東ゴート王家（アマル家）とユスティニアヌス王朝、ヘラクレイオス王朝の血を引いていることになる。また、ゲルマヌスの父といわれるゲルマヌス・ユスティヌスの母はアニキア・ユリアナの娘（ユリアナの曾祖母の1人はガッラ・プラキディアでウァレンティニアヌス3世はユリアナの祖父）との仮説からコンスタンティヌス朝やウァレンティニアヌス朝、テオドシウス朝、ローマ帝国末期の有力貴族アニキア家を先祖に持つ可能性がある。しかし、ゲルマヌスの出自については史料が少なく、マタスンタがゲルマヌスと再婚して同名の息子を儲けたこと、かつ上記の系譜は当時の有力者の血縁関係を下に考えられている為、確定は出来ない。ヨハンネスが最初に史料に登場するのは622年にヘラクレイオスがアヴァール人と平和協定を結ぶ際の人質としてである。その後、ヨハンネスはヘラクレイオスに対する陰謀（帝位簒奪）とマルティナの打倒を企てて失敗し、鼻と手を切断された。一説にヨハンネスはコンスタンティノス3世の孫コンスタンティノス4世の皇妃アナスタシアの父とされる。これが正しければ、ユスティニアノス2世の祖父となる。

ヨハンネスの系譜関係については、ヘラクレイオスの非嫡出子ではなく、540年に当時の東ゴート王ウィティギスが降伏して、ウィティギスと共にコンスタンティノポリスに送られた貴族の一団の中にいたアマラフリード王子（511年頃 - 552年以降に没。560年頃か?）、テオドリックの妹アマラフリーダの孫でアマラベルガがテューリンゲン王ヘルマンフリートに産んだ息子。ロデリンダの兄））の直系子孫（アマラフリード王子には詳しい事績が分からないアルタキスという息子がおり、ヨハンネスを孫もしくは曾孫以下と仮定）する説がある。もう一つ、ヘラクレイオスの非嫡出子かつアマラフリード王子の子孫とする説がある。この場合ヘラクレイオスはアマラフリード王子と直接の血縁関係はない為、母方の家系（ヨハンネスの母の先祖）がアマラフリード王子の血を引いている可能性が考えられる。